# Principado de Czernicóvia

Principados da Rússia de Quieve

Principado de Czernicóvia, também conhecido como Principado de Chernigov (em russo:  Черни́говское кня́жество; em ucraniano:  Чернігівське князівство; em latim: Czernihovia, Czernigowia, Czernichovia, Tzernogavia) foi um dos maiores principados regionais dentro da Rússia de Quieve. Por um tempo o principado foi o segundo mais importante depois de Quieve.